# Абердер (національний парк)

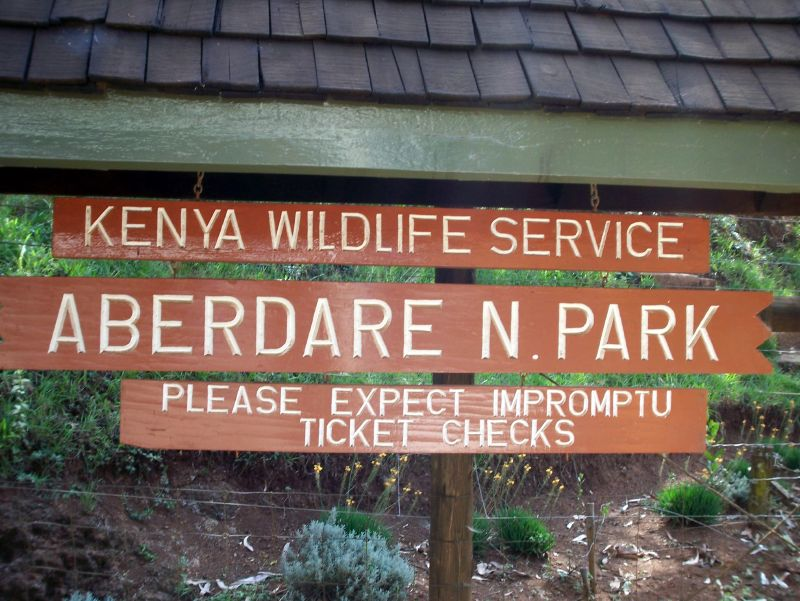
Вхід в Абердер

Національний парк Абердер розташований в районі хребта Абердер у центральній Кенії.

## Огляд
Парк розташований приблизно 100 км на північ від Найробі. Його площа становить 766 км2. Національний парк Абердер було створено в травні 1950 року. Він має різноманітні ландшафти, оскільки висота території парку коливається від 2100 м до 4300 м над рівнем моря, від гірських вершин до глибоких долин з річками, струмками та водоспадами. Вересові пустки, бамбукові та тропічні ліси знаходяться на нижчих висотах.

## Жива природа
Тварини, яких легко зустріти на території парку: лев, леопард, африканський слон, африканський дикий собака, великий лісовий кабан, лісова антилопа, гірський болотний козел, водяний козел, африканський буйвіл, суні, смугастий шакал, канна, дуїкер, павіан анубіс, чорні та білі колобуси. Також у парку живуть: золота кішка і антилопу бонго - лісова антилопа, яка проживає в бамбуковому лісі. Вище на вересових пустках можна знайти антилопу канну і сервала. Національний парк Абердер також містить велику популяцію чорного носорога. У парку живе понад 250 видів птахів, у тому числі птахи, що знаходяться під загрозою зникнення: ендемік абердарська цистокола, франколін Джексона, шпатовий яструб, африканський тетеревятник, орли, нектарниці та сивкові. За традиційними віруваннями народу кікую, хребет Абердер, де розташований цей парк, є однією з домівок бога Нгаї.

## Туризм
Відвідувачі парку можуть знайти різні типи розміщення за своїм смаком, від дерев’яних будиночків на деревах (Treetops) до ковчега у вигляді Ноєвого, трьох будинків із самообслуговуванням, восьми спеціальних кемпінгів і громадського кемпінгу на вересових пустках. Є також п'ять майданчиків для пікніків. Відвідувачам пропонується нічний огляд дикої природи. Можна побачити різноманітних тварин, таких як слон, буйвіл, лев та носоріг. У парку є дві злітно-посадкові смуги у Мвейзі і Ньєрі.

### Вхід у парк і вартість
Парк відкритий щодня з 6:00 до 19:00. Пересуватися пішки заборонено. Після 18:15 відвідувачів не впускають. Вхід в парк здійснюється по смарт-картках, які можна отримати і завантажити біля головних воріт.
Вартість входу (у 2013 р.)
| Категорія                                      | Вартість |
| ---------------------------------------------- | -------- |
| Громадяни держав Східної Африки                | 300 KSh  |
| Студенти і діти держав Східної Африки          | 200 KSh  |
| Громадяни інших держав                         | 50 $     |
| Студенти і діти інших держав                   | 25 $     |
| Транспортний засіб (менше 6 місць) (за 1 день) | 300 KSh  |

|                   |                           |                |                     |
| Африканський слон | Африканський бородавочник | Гієна плямиста | Африканський буйвіл |